# Swoboda (Augustów)

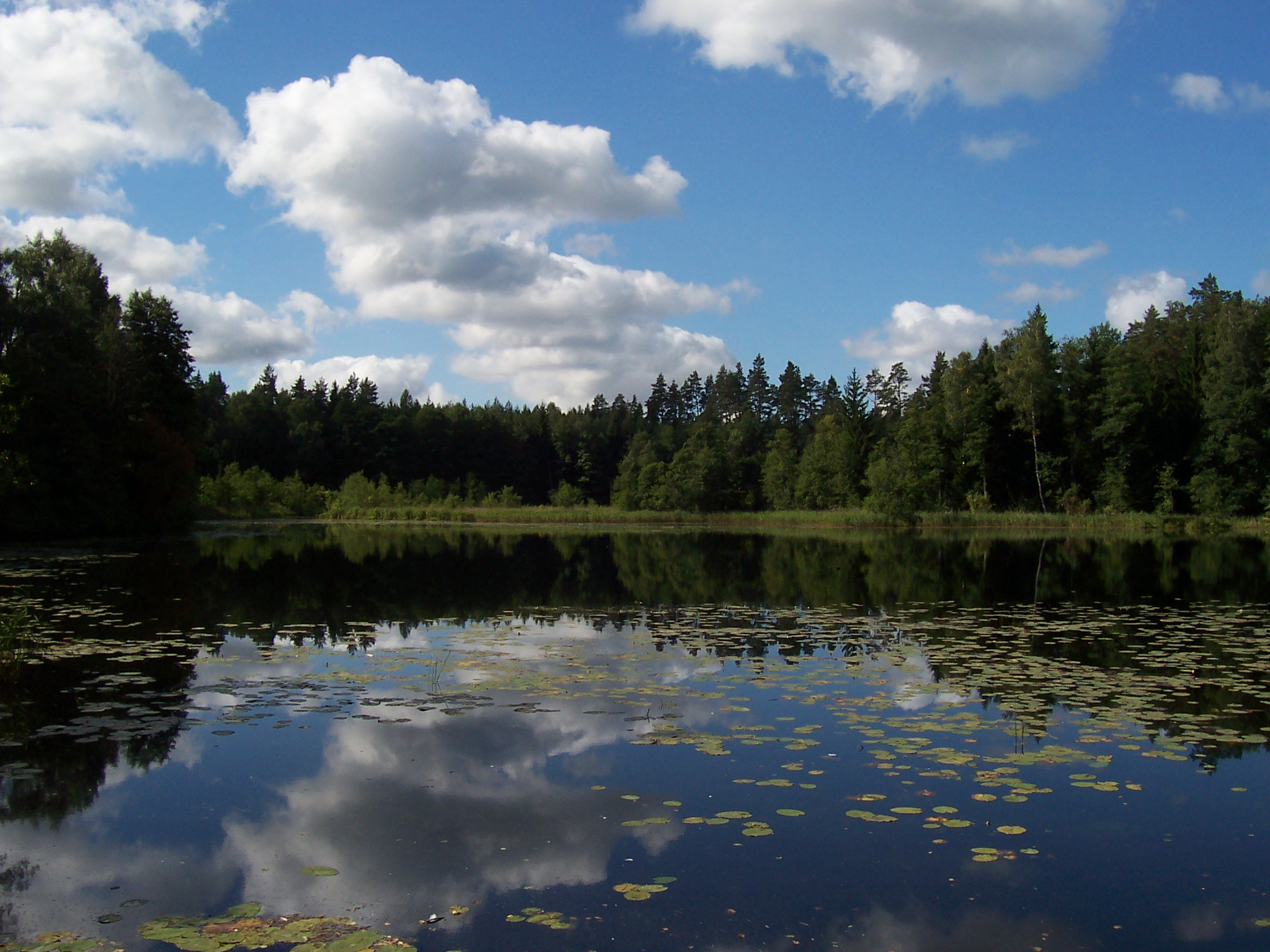
Staw Swoboda

Swoboda – część administracyjna Augustowa, do 1973 samodzielna wieś.

## Położenie
Swoboda leży ok. 11 km w linii prostej od centrum Augustowa na północno-wschodnim skraju miasta. Otoczona jest lasami Puszczy Augustowskiej.
W Swobodzie znajduje się śluza Swoboda, wybudowana w latach 1826-1827 pod kierunkiem Jana Pawła Lelewela, będąca częścią Kanału Augustowskiego. Śluza wraz z całym kanałem wpisana jest do rejestru zabytków i stanowi pomnik historii. Od północy śluza połączona jest kilkusetmetrowym przekopem z Jeziorem Studzienicznym. Obok śluzy położone jest obejście śluzowego z drewnianym domem z 1921. Przy śluzie leży też niewielkie jeziorko nazywane Staw Swoboda lub Ślepe wraz z bindugą, służącą dawniej do przygotowywania i składowania drewna spławianego kanałem. Ze wschodniej części jeziorka wypływa najdłuższy sztucznie przekopany odcinek Kanału Augustowskiego, tzw. Kanał Czarnobrodzki, o długości prawie 8 km. Łączy on dorzecza Wisły i Niemna. Wzdłuż kanału biegnie dawna droga holownicza, którą do 1953 poruszały się konie ciągnące spławiane drewno.
W Swobodzie znajduje się stanica PTTK czynna od czerwca do września. Na południe od Swobody rozciąga się rezerwat przyrody Stara Ruda.
Przez Swobodę przebiegają szlaki turystyczne:
- trasa rowerowa "Wokół jezior augustowskich"[9]
- niebieski szlak pieszy "Wokół Jeziora Białego i Studzienicznego"[10]
- szlak kajakowy Czarnej Hańczy i Kanału Augustowskiego

Swoboda była celem wycieczek przynajmniej od lat 30. XX w. Nad jeziorkiem zbudowane były już wtedy proste ławy i stoły, umożliwiające odpoczynek.
Nazwa Swoboda pochodzi prawdopodobnie od nazwiska gajowego, który miał tu siedzibę w końcu XVIII w. Według tradycji nazwa wywodzi się od więźniów, którym obiecano wolność za pracę przy budowie trudnego odcinka kanału. Jednak w rzeczywistości więźniowie nie byli zatrudniani przy budowie, prace wykonywali tylko najemni robotnicy.